# Корбетт, Джон (регбист)
Джон Корбетт (англ. John Corbett; 2 мая 1877 — 11 апреля 1945) — новозеландский регбист, выступавший на позиции нападающего (преимущественно лока).

## Биография
Уроженец Рифтона, проживал в Уэстпорте и работал пекарем. В 1904 году провёл свой первый серьёзный регбийный матч за объединённую команду Кентербери, Уэст-Коста и Южного Кентербери против «Британских львов» (новозеландцы проиграли) — в команде были два представителя Уэст-Коста (один из них — Корбетт), два из Южного Кентербери и 11 из Кентербери. В 1904 году играл за команду Южного острова в матче против Северного.
В 1905 году попал в сборную Новой Зеландии и в её составе, известном как «Ориджинал Олл Блэкс», принял участие в большом мировом турне. 8 июля 1905 года он сыграл первый матч за новозеландцев против команды Нового Южного Уэльса; за время подготовки к большому турне сыграл в трёх матчах в Австралии и Новой Зеландии, разделяя обязанности лока с Фредом Ньютоном из команды Кентербери. В связи с дозаявкой Билла Каннингема из Окленда, а также из-за обилия травм Корбетт выпал из основного состава и не сыграл ни одного тест-матча. В его активе дальше оказалось 13 неофициальных матчей в рамках турне, в которых он играл на позиции форварда на фланге или использовался в качестве игрока прорыва.
В 1906 году Корбетт играл за команду Южного острова, проведя свой четвёртый матч между островами в 1909 году. На уровне провинций выступал за Уэст-Кост в 1906—1907 годах, после своего переезда в Уэстпорт стал играть за Буллер в 1908—1910 годах. Был капитаном команды Уэст Коста и Буллера в 1908 году в игре против англо-валлийской сборной (поражение 22:3). В 1915 году числился в тренерском штабе команды Буллера.

## Стиль игры
Корбетт обладал ростом 180 см и 90 кг, что позволяло ему участвовать в традиционной схватке по схеме 2-3-2 на позиции лока. Вместе с тем по современным антропометрическим параметрам он был ближе к защитникам, хотя в «Ориджинал Олл Блэкс» из нападающих тяжелее него были только Ньютон и Каннингем.